# Carex boliviensis
Espèce
Classification phylogénétique
Carex boliviensis est une espèce de plantes du genre Carex et de la famille des Cyperaceae.